# أبيجيل آدامز
أبيجيل آدامز (بالإنجليزية: Abigail Adams) ولدت في (11 نوفمبر 1744م - وتوفيت في 28 أكتوبر 1818م)، ولدت في ويماوث، ولاية ماساتشوستس، وهي زوجة رئيس الولايات المتحدة الثاني جون آدامز وثاني سيدة أولى للولايات المتحدة منذ عام 1800. كانت آدمز مستشارته المقربة، بالإضافة لكونها والدة جون كوينسي آدامز. يُنظر إليها أحيانًا على أنها من المؤسسين الأوائل للولايات المتحدة، ومعروفة اليوم بأول سيدة ثانية، وثاني سيدة أولى للولايات المتحدة، على الرغم من أن هذه الألقاب لم تكن تستخدم في ذلك الوقت. آبيغيل آدمز وباربرا بوش، هما السيدتان الوحيدتان حتى هذا اليوم بكونهن زوجات رئيسٍ للولايات المتحدة وأمهات لآخر.
حياة آدامز كسيدة أولى واحدة من أكثر الحَيَوات توثيقًا: يجري تذكرها للعديد من الرسائل التي كتبتها لزوجها حين كان في مدينة فيلادلفيا، ولاية بنسلفانيا، خلال مؤتمر فيلادلفيا (المؤتمر القاري). سعى جون دائمًا للحصول على نصيحة آبيغيل حول العديد من المواضيع، ورسائلهما مليئة بالمناقشات الفكرية حول الحكومة والسياسة. تخدم رسائلها أيضًا كشاهد من الداخل على حرب الاستقلال الأمريكية (الحرب الثورية الأمريكية).

## أوروبا
في عام 1784، انضمت هي وابنتها نابي إلى زوجها وابنها البكر، جون كوينسي، في مركزه الدبلوماسي في باريس. مقتت آبيغيل فكرة رحلة البحر الطويلة، لكن في الواقع وجدتها ممتعة. رأت الحياة في باريس صعبة في البداية، وكانت بالأحرى مغمورة بالتجربة الجديدة في إدارة منزل كبير مع حاشية من الخدم. على أي حال، بدأت تستمع بوقتها بمرور الأشهر: شكلت صداقات عديدة واكتشفت ميلًا للمسرح والأوبرا، وكانت مبهورةً بأزياء النساء الباريسيات، لكنها قالت بأسف «لن أصبح بذلك النمط أبدًا».
بعد عام 1785، شغلت دور زوجة أول سفير للولايات المتحدة في بلاط سانت جايمس. على عكس باريس، لم تُعجب آبيغيل بلندن، إذ كان لديها قليل من الأصدقاء، وكانت تتفادى بشكل عام جانب المجتمع اللبق. كانت لديها تجربة واحدة ممتعة، رعايتها المؤقتة لماري، ابنة توماس جيفرسون، التي أصبحت تكنّ لها مشاعر عميقة وحب دائم.
عادت هي وجون إلى منزلهم في كوينسي عام 1788، المعروف باسم حقل السلام (أو «البيت القديم») وبدأت بتوسيعه وتجديده بحماس. ما يزال قائمًا وهو مفتوح للعامة كجزء من حديقة آدمز الوطنية التاريخية.

## السيدة الأولى

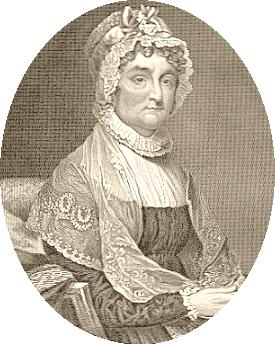
أبيجيل آدامز

أصبح جون الرئيس الثاني للولايات المتحدة في 4 مارس عام 1797، في فيلادلفيا. لم تكن آبيغيل حاضرة في مراسم تنصيب زوجها إذ كانت ترعى والدته المُحتضرة. عندما انتُخب جون رئيسًا للولايات المتحدة، واصلت آبيغيل أساليب الترفيه الرسمية. كانت تستضيف عشاءً كبيرًا كل أسبوع، كانت تظهر في المناسبات العامة باستمرار، وكانت تجهز الاحتفالات لمدينة فيلادلفيا في يوم الرابع من يوليو من كل سنة (يوم الاستقلال).
كان لها دور فاعل في النشاطات والقوانين السياسية العامة، على عكس الوجود الهادئ لمارثا واشنطن. كانت ناشطة سياسية فاعلة، أشار إليها خصومها السياسيون «بالسيدة الرئيس». كمؤتمنة على أسرار جون، كانت آبيغيل على دراية جيدة بالقضايا التي تواجه إدارة زوجها، من ضمنها أحيانًا تفاصيل الأحداث التي لم تكن مكشوفة على العامة بعد، في رسائل لأختها ماري وابنها جون كوينسي. استخدم البعض آبيغيل ليتواصلوا مع الرئيس. كانت تعطي للصحافة أحيانًا قصصًا إيجابية عن زوجها. ظلت آبيغيل مؤيدة قوية لمسيرة زوجها السياسية، تدعم سياساته، مثل تمرير قوانين الأجانب والفتنة.
أحضرت آدمز أولاد أخيها ويليام سميث وزوج أختها جون شو وابنها تشارلز للعيش في القصر الرئاسي خلال فترة رئاسة زوجها، بسبب معاناة آبائهم من الإدمان على الكحول. كانت ابنة تشارلز، سوزانا، في عمر الثالثة فقط عام 1800 حين جلبتها آدامز للعيش في القصر الرئاسي في فيلادلفيا قبل أيام من وفاة تشارلز.
مع انتقال العاصمة إلى واشنطن العاصمة، عام 1800، أصبحت أول سيدة أولى تقيم في البيت الأبيض في شهر نوفمبر عام 1800، عاشت هناك لآخر أربعة شهور من فترة حكم زوجها فقط. كانت المدينة مقفرة، كان منزل الرئيس بعيدًا عن الاكتمال. وجدت القصر غير المكتمل في واشنطن «قابلًا للسكن» والموقع «جميلًا»؛ لكنها تذمرت في أنه رغم وجود الغابات الكثيفة بالقرب من المنزل، لم تستطع أن تجد أحدًا يرغب بقطع الحطب ونقله من أجل العائلة الأولى. استخدمت آبيغيل الغرفة الشرقية من البيت الأبيض لتعليق الغسيل. لم تكن صحة آدامز متينة، إذ أنها عانت في واشنطن.

## وجهات نظرها السياسية
تناقش كاتبة السير الذاتية لين ويتني حول نهج آدامز المحافظ بأنها: «خشيت من الثورة؛ ثمّنت الاستقرار، آمنت أن العائلة والدين هما الدعائم الجوهرية للنظام الاجتماعي، واعتبرت عدم المساواة حاجة اجتماعية». يعتبر نمط تفكيرها الذي يعود إلى القرن الثامن عشر بأن «المكانة الاجتماعية والقانونية المتقدمة للنساء لا تتعارض مع دورهن الأسري الأساسي».

### حقوق المرأة
كتبت آبيغيل آدامز حول المشاكل والمشاغل التي عانت منها كامرأة تعيش في القرن الثامن عشر وكانت مدافعة عن حقوق الملكية الشخصية للنساء المتزوجات، وآمنت بإعطاء النساء فرصًا أكثر، وخصوصًا في مجال التعليم. آمنت أنه يجب على النساء ألا يخضعن للقوانين التي لا تصب في مصلحتهن، ولا يجب أن يكن قانعات بدورهن البسيط كمرافقات لأزواجهن. يجب أن يثقفن أنفسهن وبالتالي يُشهد لهن بمؤهلاتهن الفكرية، وبذلك يمكنهن إرشاد حياة أولادهن وأزواجهن والتأثير عليها. عُرفت آدمز برسائلها في شهر مارس لعام 1776 لجون والمؤتمر القاري، قائلةً «تذكروا السيدات، وكونوا كريمين وداعمين لهن أكثر مما كان أسلافكم. لا تضعوا سلطة مطلقة في أيدي الأزواج. تذكروا أنه يمكن لكل الرجال أن يكونوا طغاة إذا أمكنهم ذلك. إذا لم تولى النساء الاهتمام والانتباه الخاص فنحن عازمات على إثارة تمرد، ولن نلزم أنفسنا بأي قوانين لم يكن لدينا حق في التصويت لها، أو لم يكن لنا تمثيل فيها».
رفض جون «قوانينها الاستثنائية»، لكنه خاطبها قائلًا «لدينا فقط أسماء السادة، وبدلًا من أن نستسلم أو نتراجع، مما سيعرّضنا لغضب النساء، أعتقد أن الجنرال واشنطن وعموم أبطالنا الشجعان من الرجال سيقاومون».

### الرق
آمنت آدمز بأن العبودية كانت شرًا وتهديدًا للتجربة الديمقراطية الأمريكية. شرحت في رسالة كتبتها في 31 مارس عام 1776، بأنها تشك بمصداقية معظم سكان فيرجينيا الذين يدعون بأنه لديهم «شغف للحرية»، لأنهم «في الواقع يحرمون مواطنيهم منها».
هناك حادثة تدل على أن هذا الأمر حصل في فيلادلفيا عام 1791، حين أتى يافع زنجي حر إلى منزلها وطلب تعلم الكتابة. لاحقًا، وضعت الصبي في مدرسة مسائية محلية، لكن مع اعتراض من الجيران. ردت آدامز على الاعتراض بأنه كان «شابًا حرًا بقدر أي شاب حر آخر، وفقط لأن وجهه أسود، سيُحرم من التعلم؟ كيف سيؤَهَل للحصول على سبل عيشه؟... لم أعتقد أنه من العار أن آخذه إلى داري وأعلمه القراءة والكتابة».

## معتقداتها الدينية
كانت آدمز عضوًا ناشطًا في الكنيسة الرعوية الأولى في كوينسي، وأصبح مذهبها توحيديًا بحلول عام 1753. تطورت وجهات نظرها الدينية خلال حياتها، كتبت بتاريخ 5 مايو عام 1816، حول معتقداتها الدينية:
«أقر أنني توحيدية- مؤمنةً بأن الله واحد، هو الله الأعظم، وأن يسوع المسيح استمد وجوده، وكل قواه وتشريفاته من الأب....ليس هناك أي تفسير يقنعني، عكس ما أشعر، أن الثلاثة واحد، والواحد ثلاثة».
سألت لويزا آدمز أيضًا في رسالة بتاريخ 3 يناير عام 1818، «متى سيقتنع الجنس البشري أن الدين الحقيقي هو من القلب، بين الإنسان وخالقه، وأنه ليس خضوع لإنسان أو معتقدات واختبارات؟».

## روابط خارجية
- أبيجيل آدامز على موقع الموسوعة البريطانية (الإنجليزية)
- أبيجيل آدامز على موقع ميوزك برينز (الإنجليزية)
- أبيجيل آدامز على موقع إن إن دي بي (الإنجليزية)